# Taiyalia
Taiyalia is een geslacht van rechtvleugeligen uit de familie sabelsprinkhanen (Tettigoniidae). De wetenschappelijke naam van dit geslacht is voor het eerst geldig gepubliceerd in 1992 door Yamasaki.

## Soorten
Het geslacht Taiyalia omvat de volgende soorten:
- Taiyalia sedequiana Yamasaki, 1992
- Taiyalia squolyequiana Yamasaki, 1992